# Exsilirarcha graminea
Exsilirarcha graminea es una espècie de lepidòpter ditrisi de la família dels cràmbids (Crambidae). És endèmica de Nova Zelanda i és l'única espècie del gènere Exsilirarcha. Tant el gènere com l'espècie van ser descrits per John Tenison Salmon i J. D. Bradley el 1956.